# 반국가행위자의 처벌에 관한 특별조치법
반국가행위자의 처벌에 관한 특별조치법(反國家行爲者－處罰－關－特別措置法)은 반국가 행위자의 처벌에 관한 특별 조치를 규정한 법이다. 여기서 반국가 행위자라 함은 내란죄(內亂罪), 외환죄(外患罪), 공무상 비밀의 누설, 반란죄(叛亂罪), 이적죄(利敵罪), 국가보안법(제10조 제외) 또는 군사기밀 보호법(제10조, 제14조 및 제16조 제외)의 범법자로서 외국 정부에 대하여 도피처 또는 보호를 요청한 자 및 외국에서 귀국하지 아니 하는 자로서 죄상이 현저히 중한 자를 말한다(반국가 2조 1항). 1977년 12월 31일에 제정, 공표되었다. 현재는 헌법재판소의 위헌 결정 이후 폐지된 상태이다.
외무부장관은 반국가 행위가 발생한 사실을 안 때에는 즉시 이를 법무부 장관에게 통보하여야 한다(반국가 3조). 검사의 수사결과 피의자가 반국가 행위자인 것이 인정되고 정당한 이유 없이 검사의 출석 요구에 2회 이상 불응한 때에는 공소의 제기와 동시에 서면으로 궐석재판을 청구할 수 있다(반국가 5조 1항). 검사는 궐석재판이 청구를 하기 전이라도 반국가 행위자의 재산을 압류할 수 있다(반국가 5조 2항). 반국가 행위자가 검사의 소환에 2회 이상 불응한 때는 제2조 1항에 규정된 각 죄에 정한 형과 반국가 행위자의 재산 몰수형을 병과한다.
이 법은 궐석재판절차, 판결문의 방식 및 공시, 몰수판결의 효력, 상소에 대한 특칙, 재심에 대한 특칙, 형사소송법의 적용 배제, 연금 및 서훈(敍勳) 등에 대한 조치, 군법피적용자에 대한 준용 등에 관하여 규정하고 있는데, 전문 15조와 부칙으로 되어 있다.
그러나 이 법은 1996년 1월 15일 헌법재판소 위헌 결정으로 효력을 상실하였으며 1999년 12월 28일 폐지되었다.